# Mabel Tuke
Mabel Kate Tuke, de soltera Mabel Kate Lear (Plumstead, 19 de mayo de 1871-22 de noviembre de 1962) fue una sufragista británica conocida por su papel como secretaria honoraria de la militante Unión Social y Política de Mujeres (WSPU por sus siglas en inglés).

## Biografía
Tuke nació en Plumstead en Londres en 1871.
En 1901 se casó con George Moxley Tuke pero él murió y en 1905 ella estaba de regreso en Gran Bretaña. Era buena amiga de Emmeline Pethick-Lawrence, quien la presentó a la Unión Social y Política de Mujeres con sede en Mánchester que había sido iniciada por Emmeline Pankhurst en 1903. La WSPU estaba abriendo una sucursal en Londres y con el tiempo su sede se trasladaría allí. A partir de 1906, Tuke se convirtió en secretaria honoraria de la WSPU.

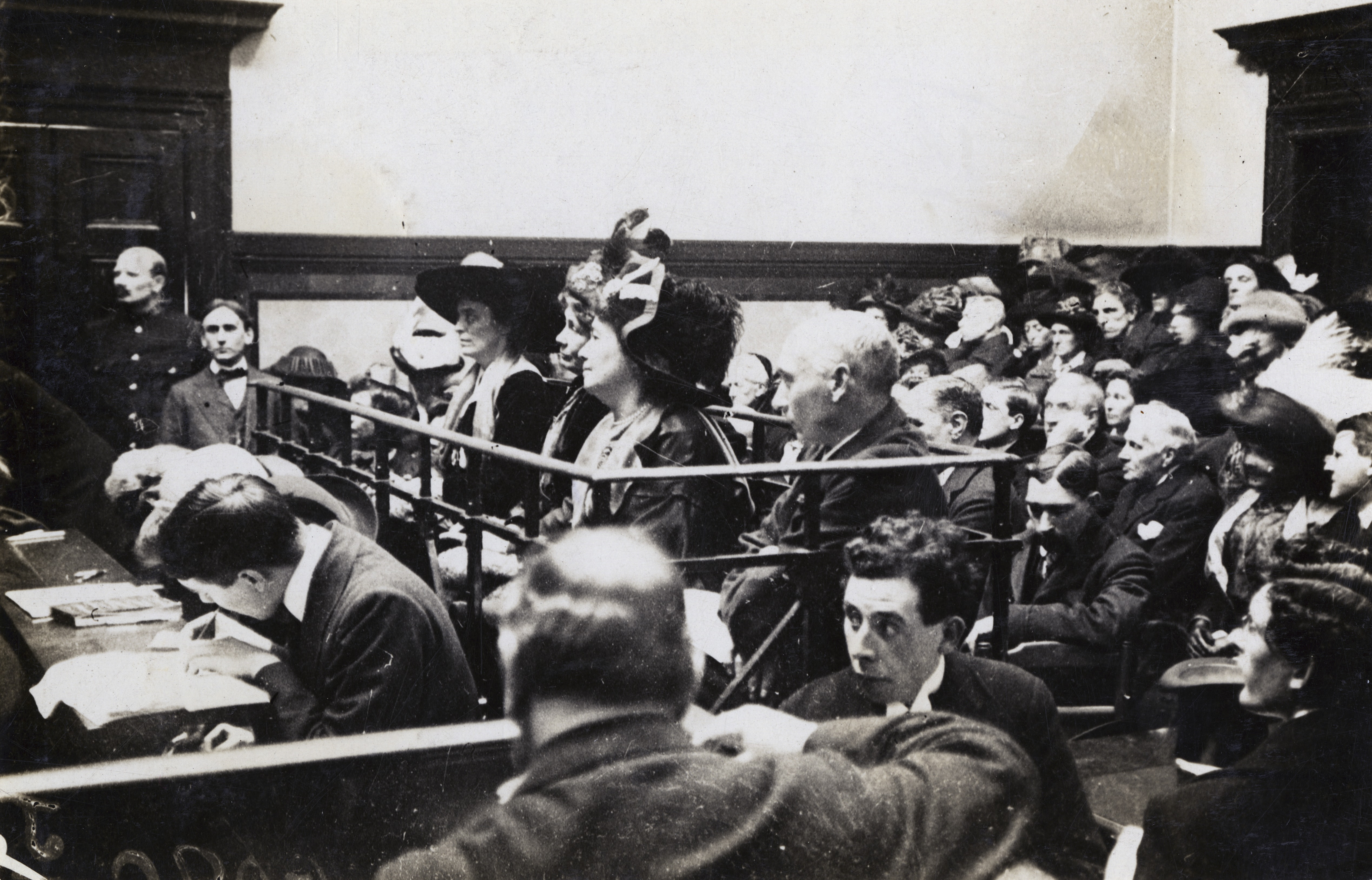
Frederick y Emmeline Pethick Lawrence, Emmeline Pankhurst y Tuke en Bow Street Court en 1912

Emmeline Pankhurst se resistió a los esfuerzos por eliminar su autoridad absoluta. En 1907, un grupo de miembros dirigido por Teresa Billington-Greig pidió más democracia en las reuniones anuales de la WSPU. Pankhurst admitió ser autocrática. Ella anunció en una reunión de la WSPU que la constitución era nula y canceló las reuniones anuales. Declaró que a un pequeño comité elegido por los miembros presentes en 1907 se le permitiría coordinar las actividades de la WSPU. Emmeline y Christabel Pankhurst fueron elegidas junto con Tuke y Emmeline Pethick Lawrence. Varios miembros de WSPU, incluidos Billington-Greig y Charlotte Despard, estaban tan molestos que renunciaron y constituyeron la Women's Freedom League.
Tuke estuvo con los Pankhursts y Pethick-Lawrence cerca de la cabeza de la Procesión de la Coronación de las cuarenta mil mujeres, siguiendo a Marjery Bryce como Juana de Arco, retratando la variedad de grupos de sufragio femenino y mujeres históricas notables a través de Londres el 17 de junio de 1911. Tras una campaña de lanzamiento de piedras, se emitió una orden de arresto contra Emmeline y Christabel Pankhurst, los Pethick Lawrences y Mabel Tuke. Emmeline Pankhurst y Tuke ya estaban detenidas porque ellas y Kitty Marshall habían arrojado una piedra por una ventana del número 10 de Downing Street. Christabel logró huir a Francia, pero los Pethick Lawrences fueron arrestados en la sede de la WSPU. El 28 de marzo de 1912 fueron juzgados en Old Bailey bajo el cargo de "conspiración". La acción contra ella fue desestimada el 4 de abril de 1912.
La siguiente discusión en la WSPU lo fue sobre la decisión de Pankhurst de aumentar la militancia. Los Pethick-Lawrences no estaban de acuerdo en que los Pankhursts decidieran expulsarlos de la WSPU. Emmeline Pethick Lawrence había sido la persona que había presentado a Tuke en la WSPU. Tuke pidió un permiso y emprendió un viaje de convalecencia a Sudáfrica. En 1925 Tuke y Pankhurst's crearon una tienda de té en el sur de Francia en Juan-les-Pins que no tuvo mucho futuro. La tienda de té se inauguró principalmente con dinero de Tuke y ella se encargaba de la bollería. La "Tienda de té inglés de Buena Esperanza" duró poco tiempo.
Tuke murió en Neville's Cross cerca de Durham en 1962.